# José María Fraga Ubieto
José María Fraga Ubieto (Ayerbe, Huesca, 1879 - [...?]) fue un organista, pianista y compositor español.
Se distinguió, no tan sólo como organista y pianista, sino por sus composiciones, algunas de las cuales fueron premiadas en concursos internacionales celebrados en París, en los que  concurrió con música de salón y de concierto.
Entre sus obras religiosas  figuran un Tantum ergo a tres voces y órgano; varios himnos, y plegarias para voces y coro, con acompañamiento. Su composición, sin salir de las normas, es libre y melodiosa. Además, fue autor de una obra, El órgano, su estructura y su manejo (Madrid, 1919). 